# Giải bóng đá hạng ba quốc gia 2015 (kết quả chi tiết)
Dưới đây là kết quả các trận đấu tại Giải bóng đá hạng ba quốc gia 2015

## Vòng loại Bảng A

### Vòng 1
| 17 tháng 11 năm 2015 Vòng 1 | Phù Đổng FC                                            | 0 – 3    | Hà Nội T&T B | Hà Nam, Việt Nam                                         |  |
| 14:00                       | Nguyễn Trọng Hùng (7) 8'' · Trần Thành Tài (11) 90'+2' | Chi tiết | Phạm Tuấn Hải (10) 18'' · Trần Đức Nam (18) 38'' · Đặng Văn Tới (17) 90'+3' · Đặng Văn Tới (17) 49'' · Phạm Tuấn Hải (10) 56'' | Sân vận động: Sân vận động Hà Nam Trọng tài: Hà Văn Thức |  |

| 17 tháng 11 năm 2015 Vòng 1 | Nam Định | 2 – 4    | Xi măng The Vissai Ninh Bình                                                                                      | Hà Nam, Việt Nam                                                   |  |
| 16:00                       | Vũ Mạnh Duy (18) 39'' 45'' · Đinh Văn Trường (11) 6'' · Đỗ Công Sang (12) 63'' · Trần Thanh Thiện (3) 53'' · Tạ Quang Huy (4) 28'' · Trần Văn Cương (5) 89'' | Chi tiết | Nguyễn Văn Đức (11) 12'' 68'' · Nguyễn Hữu Phúc (18) 66'' 87'' · Đào Văn Nam (17) 38'' · Nguyễn Văn Nam (19) 80'' | Sân vận động: Sân vận động Hà Nam Trọng tài: Nguyễn Đình Hồng Quân |  |

| 17 tháng 11 năm 2015 Vòng 1 | Công an Nhân dân B     | 0 – 3    | Viettel B | Hà Nam, Việt Nam                                             |  |
| 18:00                       | Chu Văn Kiên (19) 34'' | Chi tiết | Nguyễn Hoàng Đức (7) 19'' · Bùi Quý Trường (18) 24'' · Nguyễn Trung học (8) 38'' · Bùi Quý Trường (18) 13'' · Lê Thành Linh (12) 75'' · Tống Văn Hợp (6) 90'+2' | Sân vận động: Sân vận động Hà Nam Trọng tài: Nguyễn Mạnh Hải |  |

### Vòng 2
| 19 tháng 11 năm 2015 Vòng 2 | Xi măng The Vissai Ninh Bình                                                   | 2 – 3    | Hà Nội T&T B                                                                                 | Hà Nam, Việt Nam                                          |  |
| 14:00                       | Nguyễn Văn Tám (9) 58'' · Nguyễn Văn Đức (11) 72'' · Nguyễn Mạnh Tiến (3) 60'' | Chi tiết | Trần Đức Nam (18) 18'' · Phan Tuấn Hải (10) 60'' · Lê Văn Nam (9) 62'' · Lê Văn Nam (9) 36'' | Sân vận động: Sân vận động Hà Nam Trọng tài: Vũ Phúc Hoan |  |

| 19 tháng 11 năm 2015 Vòng 2 | Viettel B | 3 – 0    | Nam Định              | Hà Nam, Việt Nam                                                                   |  |
| 16:00                       | Nguyễn Hoàng Đức (7) 18'' · Tống Văn Hợp (6) 39'' · Trần Văn Trung (10) 77'' · Hàn Văn Tuấn (14) 43'' · Nguyễn Hoàng Đức (7) 76'' | Chi tiết | Tạ Quang Huy (4) 60'' | Sân vận động: Sân vận động Hà Nam Lượng khán giả: 400 Trọng tài: Nguyễn Ngọc Thắng |  |

| 19 tháng 11 năm 2015 Vòng 2 | Công an Nhân dân B                                                                                     | 0 – 0    | Phù Đổng FC                                        | Hà Nam, Việt Nam                                                             |  |
| 18:00                       | Nguyễn Văn Ca (31) 5'' · Chu Văn Kiên (19) 57'' · Nguyễn Hữu Việt (9) 89'' · Nguyễn Hữu Quân (14) 20'' | Chi tiết | Nguyễn Văn Ngọc (9) 86'' · Đỗ Phương Luân (8) 90'' | Sân vận động: Sân vận động Hà Nam Lượng khán giả: 200 Trọng tài: Vũ Văn Việt |  |

### Vòng 3
| 22 tháng 11 năm 2015 Vòng 3 | Hà Nội T&T B                                                                                          | 1 – 0    | Nam Định                    | Hà Nam, Việt Nam                                                                       |  |
| 14:00                       | Phạm Tuấn Hải (10) 89'' · Nguyễn Văn Ngọc (22) 34'' · Lê Văn Nam (9) 51'' · Vũ Công Nhật Anh (8) 78'' | Chi tiết | Đinh Văn Trường (11) 90'+1' | Sân vận động: Sân vận động Hà Nam Lượng khán giả: 300 Trọng tài: Nguyễn Đình Hồng Quân |  |

| 22 tháng 11 năm 2015 Vòng 3 | Phù Đổng FC | 1 – 1    | Viettel B                                                                        | Hà Nam, Việt Nam                                             |  |
| 16:00                       | Nguyễn Văn Ngọc (9) 30'' · Nguyễn Văn Hồng (32) 18'' · Nguyễn Xuân Hướng (23) 59'' · Nguyễn Viết Đoàn (14) 89'' | Chi tiết | Trần Văn Trung (10) 79'' · Nguyễn Trung học (8) 16'' · Nguyễn Hường Đức (7) 33'' | Sân vận động: Sân vận động Hà Nam Trọng tài: Nguyễn Mạnh Hải |  |

| 22 tháng 11 năm 2015 Vòng 3 | Xi măng The Vissai Ninh Bình | 0 – 0    | Công an Nhân dân B                             | Hà Nam, Việt Nam                                         |  |
| 18:00                       | Chu Văn Huy (24) 80''        | Chi tiết | Nguyễn Văn Ca (31) 7'' · Bùi Văn Đức (12) 27'' | Sân vận động: Sân vận động Hà Nam Trọng tài: Hà Văn Thức |  |

### Vòng 4
| 24 tháng 11 năm 2015 Vòng 4 | Hà Nội T&T B                                                                             | 2 – 2    | Công an Nhân dân B                                                                                                | Hà Nam, Việt Nam                                                                   |  |
| 14:00                       | Phạm Tuấn Hải (10) 10'' 90'+3' · Phạm Tuấn Hải (10) 81'' · Đặng Văn Tới (17) 41'' 90'+5' | Chi tiết | Nguyễn Văn Tuyến (10) 26'' · Nguyễn Xuân Kiên (28) 33'' · Lê Đức Anh (8) 90'+4' · Nguyễn Xuân Kiên (28) 60'' 88'' | Sân vận động: Sân vận động Hà Nam Lượng khán giả: 200 Trọng tài: Nguyễn Ngọc Thắng |  |

| 24 tháng 11 năm 2015 Vòng 4 | Viettel B                                                                 | 0 – 0    | Xi măng The Vissai Ninh Bình                                                       | Hà Nam, Việt Nam                                                             |  |
| 16:00                       | Trung học (8) 16'' · Nguyễn Đăng Khánh (5) 24'' · Đinh Tuấn Tài (16) 69'' | Chi tiết | Nguyễn Thanh Tùng (21) 64'' · Nguyễn Duy Điển (16) 73'' · Nguyễn Văn Nam (19) 73'' | Sân vận động: Sân vận động Hà Nam Lượng khán giả: 200 Trọng tài: Vũ Văn Việt |  |

| 24 tháng 11 năm 2015 Vòng 4 | Phù Đổng FC | 1 – 0    | Nam Định                                           | Hà Nam, Việt Nam                                          |  |
| 18:00                       | Hoàng Andray (30) 54'' · Mai Văn Tiến (24) 24'' · Nguyễn Xuân Hướng (23) 48'' · Nguyễn Văn Tài (6) 55'' · Hoàng Andaray (30) 64'' · Trần Thành Tài (11) 90'+3' | Chi tiết | Tạ Quang Huy (4) 55'' · Nguyễn Đình Mạnh (14) 82'' | Sân vận động: Sân vận động Hà Nam Trọng tài: Vũ Phúc Hoan |  |

### Vòng 5
| 27 tháng 11 năm 2015 Vòng 5 | Hà Nội T&T B | 0 - 2    | Viettel B                                                                        | Hà Nam, Việt Nam                                             |  |
| 14:00                       |              | Chi tiết | Vũ Văn Quyết (20) 34'' · Trương Tiến Anh (22) 90'+1' · Nguyễn Hoàng Đức (7) 80'' | Sân vận động: Sân vận động Hà Nam Trọng tài: Nguyễn Mạnh Hải |  |

| 27 tháng 11 năm 2015 Vòng 5 | Nam Định                                                                     | 1 - 2    | Công an Nhân dân B                                                                            | Hà Nam, Việt Nam                                         |  |
| 16:00                       | Tạ Quang Huy (4) 69'' · Nguyễn Bình Minh (20) 88'' · Trần Mạnh Hùng (9) 89'' | Chi tiết | Bùi Văn Vũ (11) 78'' · Bùi Văn Đức (12) 89'' · Lê Đức Anh (8) 23'' · Nguyễn Văn Đạt (29) 69'' | Sân vận động: Sân vận động Hà Nam Trọng tài: Hà Văn Thức |  |

| 27 tháng 11 năm 2015 Vòng 5 | Xi măng The Vissai Ninh Bình                       | 1 - 0    | Phù Đổng FC                                     | Hà Nam, Việt Nam                                                                       |  |
| 18:00                       | Nguyễn Văn Đức (11) 78'' · Trịnh Hoa hậu (22) 45'' | Chi tiết | Nguyễn Văn Tài (6) 10'' · Võ Văn Thắng (18) 59' | Sân vận động: Sân vận động Hà Nam Lượng khán giả: 200 Trọng tài: Nguyến Đình Hồng Quân |  |

## Vòng loại bảng B

### Vòng 1
| 23 tháng 11 năm 2015 Vòng 1 | An Giang | 3 – 2    | Cần Thơ B                                                                                  | Thành phố Hồ Chí Minh, Việt Nam                                                   |  |
| 14:00                       | Nguyễn Phan Thế Lâm (16) 15'' · Trần Trọng Hiếu (23) 40'' · Lê Nhựt Hào (9) 71'' · Trần Trọng Hiếu (23) 82'' · Nguyễn Công Mạnh (21) 87'' · Bùi Văn Sang (12) 24'' 90'+1' | Chi tiết | Lê Nguyễn Thành Trung (14) 44'' · Nguyễn Đoàn Trung Nhân (9) 66'' · Lê Đình Minh (20) 76'' | Sân vận động: Sân vận động Thành Long Lượng khán giả: 200 Trọng tài: Lê Đức Thuận |  |

| 23 tháng 11 năm 2015 Vòng 1 | PVF                                                                             | 2 – 0    | Trẻ Thành phố Hồ Chí Minh | Thành phố Hồ Chí Minh, Việt Nam                                                  |  |
| 16:00                       | Hà Đức Chinh (10) 24'' 81'' · Bùi Tiến Dụng (8) 13'' · Lê Thành Phong (19) 39'' | Chi tiết | Phạm Khải (8) 34''        | Sân vận động: Sân vận động Thành Long Lượng khán giả: 500 Trọng tài: Đỗ Thành Đệ |  |

### Vòng 2
| 25 tháng 11 năm 2015 Vòng 2 | Cần Thơ B                                                                            | 0 - 1    | Trẻ Thành phố Hồ Chí Minh | Thành phố Hồ Chí Minh, Việt Nam                                                    |  |
| 14:00                       | Trương Minh An (13) 30'' · Huỳnh Bảo Tại (12) 82'' · Lê Nguyễn Thành Trung (14) 85'' | Chi tiết | Nguyễn Thế Vinh (7) 62'' · Nguyễn Văn Sỹ Thoại (4) 21'' · Võ Đình Khôi (16) 38'' · Trịnh Văn Quang (13) 41'' · Đào Quốc gia (21) 85'' | Sân vận động: Sân vận động Thành Long Lượng khán giả: 200 Trọng tài: Trần Văn Khỏe |  |

| 25 tháng 11 năm 2015 Vòng 2 | An Giang | 0 - 2    | PVF                                                  | Thành phố Hồ Chí Minh, Việt Nam                                                    |  |
| 16:00                       | Lê Trung Phẩm (5) 20'' · Trần Trung Hiếu (23 85'' · Phạm Trịnh Trọng (11) 88'' · Nguyễn Văn Trọng (6) 90' ' 90'+3' | Chi tiết | Bùi Tiến Dụng (8) 72' ' 6'' · Ngô Tùng Quốc (2) 90'' | Sân vận động: Sân vận động Thành Long Lượng khán giả: 300 Trọng tài: Trần Quốc Bảo |  |

### Vòng 3
| 27 tháng 11 năm 2015 Vòng 3 | Trẻ Thành phố Hồ Chí Minh | 0 - 1    | An Giang                   | Thành phố Hồ Chí Minh, Việt Nam                                                    |  |
| 14:00                       | Đinh Tiến Phong (9) 90''  | Chi tiết | Nguyễn Thanh Thảo (8) 28'' | Sân vận động: Sân vận động Thành Long Lượng khán giả: 300 Trọng tài: Trần Quốc Bảo |  |

| 27 tháng 11 năm 2015 Vòng 3 | PVF | 7 - 0    | Cần Thơ B                                          | Thành phố Hồ Chí Minh, Việt Nam                                                    |  |
| 16:00                       | Phạm Văn Lộc (16) 9'' · Trần Thanh Long (18) 11'' · Nguyễn Thành Lộc (4) 16'' · Trần Văn Hòa (5) 44'' · Nguyễn Văn Hiếu (23) 61'' · Bùi Xuân Lộc (24) 89'' · Lê Văn Xuân (20) 90'+1' | Chi tiết | Trần Văn Khánh (15) 60'' · Huỳnh Bảo Tại (12) 90'' | Sân vận động: Sân vận động Thành Long Lượng khán giả: 200 Trọng tài: Trần Văn Khỏe |  |

## Vòng chung kết
Vòng đấu loại trực tiếp diễn ra hai trận chung kết, hai đội thắng sẽ giành vé thăng hạng nhì quốc gia 2016. Hai đội thua sẽ chạm trán ở trận play-off, đội thắng sẽ giành vé thứ 3 thăng hạng nhì quốc gia 2016. Tất cả các trận đấu ở vòng chung kết diễn ra trong 90 phút, nếu sau đó hai đội vẫn hòa nhau sẽ tiến hành đá luân lưu chọn ra đội chiến thắng.
|  | Chung kết           | Chung kết |                      |       | Play-off | Play-off |
|  |                     |           |                      |       |          |          |
|  | 8 tháng 12 năm 2015 |           |                      |       |          |          |
|  |                     |           |                      |       |          |          |
|  | Viettel B           | 1         |                      |       |          |          |
|  | Viettel B           | 1         | 10 tháng 12 năm 2015 |       |          |          |
|  | An Giang            | 0         |                      |       |          |          |
|  | An Giang            | 0         | An Giang             | 1 (4) |          |          |
|  | 8 tháng 12 năm 2015 |           | An Giang             | 1 (4) |          |          |
|  |                     | PVF       | 1 (2)                |       |          |          |
|  | PVF                 | PVF       | 1 (2)                | 0 (5) |          |          |
|  | PVF                 |           |                      | 0 (5) |          |          |
|  | Hà Nội T&T B        | 0 (6)     |                      |       |          |          |
|  | Hà Nội T&T B        | 0 (6)     |                      |       |          |          |

| 8 tháng 12 năm 2015 Chung kết | Viettel B                | 1 – 0    | An Giang                   | Huế, Việt Nam                                                                 |  |
| 15:30                         | Bùi Quý Trường (18) 17'' | Chi tiết | Nguyễn Minh Quân (15) 34'' | Sân vận động: Sân vận động Tự Do Lượng khán giả: 300 Trọng tài: Mai Xuân Hùng |  |

| 8 tháng 12 năm 2015 Chung kết | PVF                      | 0 – 0 (5–6 p) | Hà Nội T&T B              | Huế, Việt Nam                                            |  |
| 18:00                         | Phạm Trọng Hoá (12) 90'' | Chi tiết      | Vũ Công Nhật Anh (8) 39'' | Sân vận động: Sân vận động Tự Do Trọng tài: Lê Lưu Quang |  |

### Trận Play-off
| 10 tháng 12 năm 2015 Play-off | PVF                                                                               | 1 - 1 (2-4 p) | An Giang | Huế, Việt Nam                                                                         |  |
| 15:30                         | Trương Văn Thái Quý (6) 61'' · Hồ Minh Di (9) 66'' · Trương Văn Thái Quý (6) 68'' | Chi tiết      | Nguyễn Văn Trọng (6) 41'' · Nguyễn Thanh Thảo (8) 60'' · Trịnh Nguyễn Mai Tài Lộc (10) 65'' · Bùi Văn Sang (12) 71'' | Sân vận động: Sân vận động Tự Do Lượng khán giả: 200 Trọng tài: Nguyễn Đình Hồng Quân |  |